# 中野希友未
中野 希友未（なかの まゆみ、5月25日 - ）は、長野朝日放送のアナウンサー。長野県長野市出身。

## 来歴
長野市立篠ノ井西小学校、長野市立篠ノ井西中学校、長野県長野西高等学校、法政大学社会学部メディア社会学科卒業後2019年4月に長野朝日放送に入社、同期入社は稲垣貴大。
2023年10月1日付けで一年間、テレビ朝日報道局の記者として出向。

## 現在の担当番組
- テレビ朝日報道局出向中

## 過去の担当番組
- 駅前テレビ（2019年10月3日 - 2021年3月27日）
- abnステーション（2019年10月 - 2020年9月、2021年4月 - 2023年3月31日）
- 駅テレマルシェ（2021年4月10日 - 2023年9月30日）
- いいね!信州スゴヂカラ
- abnニュース&天気予報